# Julianna Mauriello
Julianna Rose Mauriello (Irvington, 26 de maio de 1991) é uma ex-atriz e atualmente, terapeuta ocupacional estadunidense. Ficou conhecida mundialmente por ter interpretado a personagem Stephanie, na série infantil islandesa LazyTown.

## Vida pessoal
Descendente de italianos, Julianna foi estudante da Professional Performing Arts School. É irmã da também atriz Alex Mauriello. Julianna ficou conhecida em seu país de origem, fazendo comerciais e dublagens, e é uma ávida dançarina, tendo aulas de balé, jazz, sapateado e sapateado irlandês. Ela também já praticou ginástica. Devido aos vários anos em que gravou LazyTown na Islândia, ela também aprendeu a falar o islandês. Em 2010, começou a estudar psicologia, no Middlebury College. 

## Carreira
Começou a sua carreira de atriz ainda criança, em peças de teatro musicais como The Nutcracker, SUNY Purchase, Carousel, e The Wiz. Sua primeira aparição na Broadway foi em Oklahoma!.
No entanto, seu trabalho artístico mais conhecido mundialmente foi interpretando a personagem Stephanie na série LazyTown, entre os anos 2004 e 2007 e em LazyTown Extra em 2008, ambas filmadas na Islândia. Em 2006, ela foi indicada para o Daytime Emmy Award como "Melhor performance em série infantil", mas Kevin Clash ganhou o prêmio.
Julianna também apresentou um vídeo chamado Hip Hop Homeroom: Hip Hop Kids Math, produzido em 2006. Em 2008, participou do filme de curta-metragem A Fix, onde ela interpreta Pyper Blevins, uma adolescente que sofre bullying, sendo a única participação de Julianna como atriz no cinema. Além disso, foi coordenadora de produção de Green Apples & Wannabes em 2011. Em 2013, ela participou da dublagem do episódio Run Down Rotors, da mini-série de desenho animado The Doc Files, um spin-off de Doutora Brinquedos.
Em março de 2018, Julianna anunciou publicamente em suas redes sociais que ela se tornou terapeuta ocupacional formada pela Universidade de Columbia. Ela também compartilhou o fato de que atualmente está procurando trabalho na área em que se formou.